# Cheongpyeong
Cheongpyeong (Koreaans: 청평면) is een kleine stad in de provincie Gyeonggi-do, Zuid-Korea. De stad ligt ongeveer 45 kilometer ten oosten van de hoofdstad Seoel. De stad heeft 14.577 inwoners (december 2018).
Het is een populaire bestemming voor Koreanen, vooral in de zomer. Langs de stad stroomt de Choso-senrivier, waar vele resorts en watersportcentra gevestigd zijn.
Ter plaatse verbreedt de rivier tot het het Cheongpyeong-meer. In de omgeving liggen verder het Daesung-meer en de Hwayasan-berg (755 meter hoog). Cheongpyeong ligt aan de dubbelsporige Gyeongchun-spoorweg.
Nabij het stadje ligt de bekendste locatie van de Verenigingskerk, gesticht door Sun Myung Moon. Deze plek wordt door veel leden van de kerk bezocht om workshops en healings bij te wonen. Daarvoor wordt het "Cheongpyeong Heaven and Earth Training Center" gebruikt, dat een capaciteit heeft van 10.000 personen. 